# Lennart van Lierop
Lennart van Lierop (Haia, 20 de maio de 1994) é um remador neerlandês, campeão olímpico.

## Carreira
Van Lierop começou inicialmente como remador leve. Em 2014, por exemplo, ele estava entre os oito leves que por pouco perdeu as medalhas no Mundial no Bosbaan, em Amsterdã. Depois de se sagrar campeão holandês no esquife leve em 2017, mudou para o remo pesado e sagrou-se novamente campeão holandês em 2021, agora no esquife pesado. Em 2022, Van Lierop fez parte dos oito que conquistaram a medalha de prata no Campeonato Mundial de Račice.
Nos Jogos Olímpicos de Verão de 2024, em Paris, conquistou a medalha de ouro na competição de skiff quádruplo masculino, ao lado de Finn Florijn, Tone Wieten e Koen Metsemakers com o tempo de 5:42.00.